# Bolitoglossa alvaradoi
Bolitoglossa alvaradoi is een salamander uit de familie longloze salamanders (Plethodontidae). De soort werd voor het eerst wetenschappelijk beschreven door Edward Harrison Taylor in 1954.

## Uiterlijke kenmerken
Bolitoglossa alvaradoi is met een lichaamslengte tot 160 millimeter een van de grootste boleettongsalamanders. Het dier heeft een robuust lichaam met goed ontwikkelde poten.

## Verspreiding en habitat
De salamander komt voor in delen van Midden-Amerika en leeft endemisch in Costa Rica. Bolitoglossa alvaradoi leeft in de Caribische laaglandregenwouden en bergbossen van zeeniveau tot op 1100 meter hoogte boven zeeniveau. Het is een boombewonende salamander. De soort wordt als zeldzaam beschouwd. Recente waarnemingen zijn gedaan in Reserva Tirimbina bij Sarapiquí in Heredia (2011) en Foresta Veragua (2013).